# フランス・アンフォ (TVチャンネル)
France Info（フランス・アンフォ）は、フランスのニュース専門放送局である。franceinfo:のブランドで展開される。この項目では2016年9月に開局したTVチャンネルについて説明する。

## 概要
フランス国内に向けて放送されるTVチャンネルで、フランス・テレビジョン及びラジオ・フランスの全面バックアップにより開局した。
ラジオ・フランスが所有していた同名のラジオ放送局（1987年1月開局）を吸収する形で開局した為、テレビ・ラジオの一体運用となっている。その為一部の番組はテレビ・ラジオで同時放送となるものがある。更にロゴマークを始めとするブランドイメージや公式ウェブサイトの統一が図られている。
現地時間の0時～6時30分までの深夜～早朝にかけてはFrance 24のフランス語版が同時放送される。
ケーブルテレビや衛星放送を通じて配信される他、公式ウェブサイト上でライブストリーミングによる視聴も可能。この内ライブストリーミングについては日本でも視聴可能。
競合となるのは、TF1系列のLa Chaîne Info（英語: La Chaîne Info）やBFM TV等である。